# Anna af Østrig (1601-1666)
 Der er flere personer med dette navn, se Anna af Østrig.
Anna af Østrig (fransk: Anne d'Autriche; spansk: Ana de Austria; 22. september 1601 – 20. januar 1666) var en spansk infanta, der var dronning af Frankrig fra 1615 til 1643. 
Anna tilhørte Huset Habsburg og blev født i Valladolid i Spanien som datter af kong Filip 3. af Spanien, og Margrete af Østrig. Hun blev gift med kong Ludvig 13. af Frankrig i 1615. Efter Ludvigs død var hun regent fra 1643 til 1651 for sønnen Ludvig 14., som var umyndig. Under hendes styre var kardinal Jules Mazarin Frankrigs ledende minister.

## Børn
1. Dødfødt barn (december 1619)
2. Dødfødt barn (14. marts 1622)
3. Dødfødt barn (1626)
4. Dødfødt barn (april 1631)
5. Ludvig 14. af Frankrig (5. september 1638–1. september 1715)
6. Filip, hertug af Orléans (21 september 1640–8. juni 1701)